# Кернберг, Отто
О́тто Фри́дманн Ке́рнберг (нем. Otto Friedmann Kernberg; родился 10 сентября 1928 года, в Вене) — один из крупнейших и наиболее известных современных психоаналитиков.

## Биография
Родился в еврейской семье в Вене в 1928 году. В 1939 году Кернберг и его семья бежали из нацистской Германии , эмигрировав в Чили. Здесь он изучает биологию и медицину, а впоследствии психиатрию и психоанализ в Чилийском Психоаналитическом Обществе.
В  1959 году  Кернберг по стипендии сообщества Фонда Рокфеллера впервые приезжает в США с целью провести совместные исследования с Джеромом Франком в области психотерапии в Госпитале Джонса Хопкинса. В 1961 году он эмигрирует в Соединённые Штаты, где поступает на работу в Мемориальный Госпиталь Меннингера, а позднее становится директором больницы.
Одновременно он занимает должность супервизора и тренинг-аналитика Института Психоанализа в Топике, а также директора научно-исследовательского отдела Психотерапии Фонда Менингера.
В 1973 году Кернберг перебирается в Нью-Йорк и возглавляет в качестве директора клиническое отделение Института Психиатрии штата Нью-Йорк. В 1974 году он уже профессор клинической психиатрии Колумбийского университета, одновременно исполняя обязанности  супервизора и тренинг-аналитика в Центре Психоаналитического Обучения и Исследований Колумбийского Университета. В 1976 году он становится профессором психиатрии в Корнеллском университете и директором Института Расстройств Личности в Нью-Йоркском Госпитале — Корнеллском Медицинском Центре.
Отто Кернберг занимал пост президента Международной Психоаналитической Ассоциации с 1997 по 2001 год.

## Достижения
Отто Кернберг — один из крупнейших специалистов в сфере пограничных   расстройств личности. В повышении эффективности психоаналитической терапии последних важную роль сыграли работы Кернберга. Особо следует выделить его метод психоаналитической экспрессивной психотерапии, который, уходя в сторону от классической психоаналитической техники, позволяет добиваться более прочных успехов в этой трудной области.
Им создана современная психоаналитическая теория личности.
Кернберг разрабатывает вопросы патологического нарциссизма, а также агрессии, деструктивности и ненависти, любви и сексуальности в норме и патологии. Ряд его трудов посвящён проблемам классификации психических расстройств.
Отто Кернбергом был создан самобытный подход к темам психоанализа, его воззрения положены в основу терапии пациентов с нарциссическими и пограничными личностными расстройствами; работы Кернберга вошли во многие учебники.

## Работы
- Кернберг, Отто Фридманн. Тяжелые личностные расстройства. Стратегии психотерапии = Severe Personality Disorders: Psychotherapeutic Strategies. — М.: Класс, 2001. — 464 с. — (Библиотека психологии и психотерапии). — 2000 экз. — ISBN 5-86375-024-3, ISBN 0-300-05349-5.
- Кернберг, Отто Фридманн. Агрессия при расстройствах личности = Agression in Personality Disorders and Perversions. — М.: Класс, 2001. — 368 с. — (Библиотека психологии и психотерапии). — 2000 экз. — ISBN 5-86375-103-7, ISBN 0-300-05003-8.
- Кернберг, Отто Фридманн. Отношения любви. Норма и патология = Love Relations. Normality and Pathology. — М.: Класс, 2004. — 256 с. — (Библиотека психологии и психотерапии). — 2000 экз. — ISBN 5-86375-124-X, ISBN 0-300-06031-9.
- Конфликт, лидерство, идеология в группах и организациях Отто Ф. Кернберг
- Эра контрпереноса: Антология психоаналитических исследований (1949 - 1999 гг.) (сборник) Дональд Вудс Винникотт, Отто Фридманн Кернберг, Джозеф Сандлер, Игорь Романов, Горацио Этчегоен, Роберт Д. Хиншелвуд, Теодор Джекобз, Паула Хайманн, Хайнрих Ракер, Маргарет Литтл, Роджер Мани-Керл, Анни Райх, Джейк Арлоу, Чарльз Р. Бреннер, Михаэль Лукас Меллер
- Кернберг, Отто Фридманн; Кларкин, Джон; Йоманс Фрэнк. Психотерапия, сфокусированная на переносе, при пограничном расстройстве личности. Клиническое руководство = Transference-focused psychotherapy for borderline personality disorder: a clinical guide / научный редактор Ковалец Анна Сергеевна, пер. Снигур Владимир Сергеевич. — М.: Издательский проект группы партнеров Psy Event, 2018. — 498 с. — ISBN 978-5-6040981-0-3.